# Greatest Days
Greatest Days är en brittisk musik- och dramakomedifilm från 2023. Filmen är regisserad av Coky Giedroyc efter ett manus av Tim Firth. Filmen är baserad på musikalen The Band och innehåller låtar från bandet Take That, Storbritanniens största pojkband genom tiderna.  
Filmen hade biopremiär i Sverige den 4 augusti 2023, utgiven av Scanbox Entertainment.

## Handling
Filmen kretsar kring Rachel och tre bästisar som på 1990-talet dyrkade pojkbandet "The Boys". När bandet 25 år senare ska ha återföreningskonsert i Aten vinner Rachel biljetter till konserten. Hon försöker samla ihop tjejerna igen för att återuppleva vänskapen, kärleken till bandet, och drömmen om att få se "The Boys" live.

## Cameos
Take That-medlemmarna Howard Donald, Mark Owen och Gary Barlow har cameos i filmen som gatumusiker i Atens tunnelbana.

## Rollista (i urval)
- Aisling Bea – Rachel
  - Lara McDonnell – Rachel, som ung
- Alice Lowe – Heather
  - Eliza Dobson – Heather, som ung
- Amaka Okafor – Zoe
  - Nandi Sawyers-Hudson – Zoe, som ung
- Jayde Adams – Claire
  - Carragon Guest – Claire, som ung
- Marc Wootton – Jeff
- Matthew McNulty – Stuart
- Jessie Mae Alonzo – Debbie[1]